# A Cidade e as Serras
A Cidade e as Serras é um romance de Eça de Queiroz, publicado em 1901, pertencente à última fase do escritor, onde se afasta do realismo e abandona a crítica pesada que fazia à sociedade portuguesa da época. O próprio título já indica sobre o enredo. Neste livro, Queiroz faz uma comparação entre a vida civilizada e agitada de Paris e a vida tranquila e pacata na cidade serrana de Tormes.

## Enredo

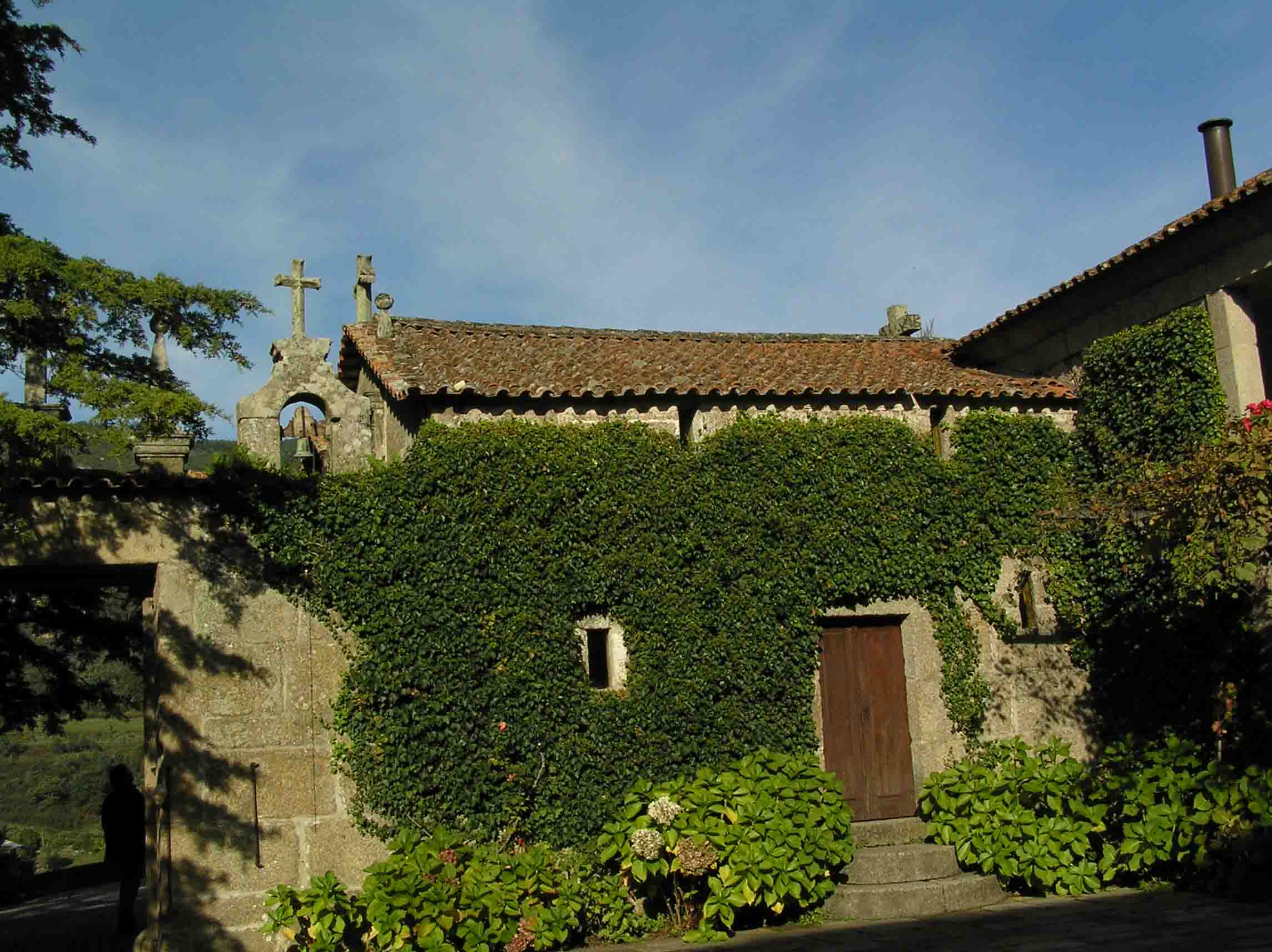
A casa de Tormes na actualidade

Um dia, Jacinto, aborrecido da vida urbana, participa a Zé Fernandes sua partida para Portugal, a pretexto de transladar os restos mortais de seus avôs, deslocando para lá os confortos do palácio. Entretanto, o criado Grilo perde-se com as bagagens,que, por engano, foram remetidas para Alba de Tormes, Espanha. Assim o supercivilizado Jacinto chega a Tormes apenas com a roupa do corpo.
Em contacto estreito com a natureza, Jacinto renova-se, primeiro liricamente, numa atitude de encantamento; nessa fase da narrativa é mostrado o maior contraste entre as cidades e as serras, e o autor descreve todos os detalhes daquela região do Douro. Integrando-se depois na vida produtiva do campo, aplica seus conhecimentos técnicos e científicos à situação concreta de Tormes planeia construir queijarias, plantar lavouras, etc. Sem romper totalmente com os valores da "civilização", Jacinto adapta o que pode ao campo. Modernizam-se dessa forma as serras.
Até essa parte da narrativa Jacinto vê a serra como um lugar perfeito e ideal. Apresentado aos problemas e a pobreza de alguns decide tomar uma atitude. Compadecido da situação de uma senhora enferma, traz médico e boticário para cuidar dela. Desse ponto em diante, Jacinto passa a ser visto como um verdadeiro "pai dos pobres". Ao príncipe da Grã-Ventura, só faltava um lar, o que ocorre em seguida, por meio de seu casamento com a prima de Zé Fernandes, Joaninha, com quem tem dois filhos.
Assim completamente feliz, no quotidiano das serras, Jacinto não volta mais a Paris, ao contrário de Zé Fernandes, que vai mais uma vez a Paris e entende o motivo da tristeza de Jacinto quando estava lá, a pressa, a falsidade, a degeneração do espírito da cidade e das pessoas que nela vivem como o grã-duque Casimiro, a condessa de Trèves, o conde de Trèves, o banqueiro judeu Efraim, madame Oriol e outros. Enfim Zé Fernandes volta a Tormes onde é esperado por Joaninha, Jacinto e os filhos deles e nesse momento Zé Fernandes percebe que Tormes é o Castelo da Grã-Ventura de que seu princípe precisava para ser feliz.
É uma obra das mais significativas de Eça de Queiroz. Nela o escritor relata a travessia de Jacinto de Tormes, um ferrenho adepto do progresso e da civilização — da cidade para as serras. Ele troca o mundo civilizado, repleto de comodidades provenientes do progresso tecnológico, pelo mundo natural, selvagem, primitivo e pouco confortável, no sentido dos bens que caracterizam a vida urbana moderna, mas onde encontra a felicidade, mudando radicalmente de opinião.
A Cidade e as Serras preconiza uma relação entre as elites e as classes subalternas na qual aquelas promovessem estas socialmente, como faz Jacinto ao reformar sua propriedade no campo e melhorar as condições vida dos trabalhadores.
Por meio do personagem central, Jacinto de Tormes, que representa a elite portuguesa, a obra critica-lhe o estilo de vida afrancesado e desprovido de autenticidade, que enaltece o progresso urbano e industrial e se desenraiza do solo e da cultura do país.

## Contexto e crítica
O romance A Cidade e as Serras, publicado em 1901, é desenvolvimento do conto "Civilização", de Eça de Queiroz. Uma personagem, José ("Zé") Fernandes, relata a história do protagonista Jacinto de Tormes. Na composição são destacados os episódios directamente relacionados com a personagem principal, ficando os factos da história de Zé Fernandes apenas como elos da história vivida por Jacinto. Desde o início, o narrador apresenta um ponto de vista firme, depreciando a civilização da cidade.

“O meu amigo Jacinto nasceu num palácio, com cento e nove contos de renda em terras de semeadura, de vinhedo, de cortiça e de olival.
No Alentejo, pela Estremadura, através das duas Beiras, densas sebes ondulando por e vale, muros altos de boa pedra, ribeiras, estradas, delimitavam os campos desta velha família agrícola que já entulhava o grão e plantava cepa em tempos de el-rei D.Dinis. A sua Quinta e casa senhorial de Tormes, no Baixo douro, cobriam uma serra.
Entre o Tua e o Tinhela, por cinco fartas léguas, todo o torrão lhe pagava foro. E
cerrados pinheirais seus negrejavam desde Arga até ao mar de Âncora. Mas o palácio onde Jacinto nascera, e onde sempre habitara, era em Paris, nos Campos Elísios, n.º 202.
Seu avô, aquele gordíssimo e riquíssimo Jacinto a quem chamavam em Lisboa o
D. Galião, descendo uma tarde pela travessa da Trabuqueta, (…)”

— A Cidade e as Serras
Publicado em 1901, no ano seguinte ao da morte de Eça de Queiroz, o romance A Cidade e as Serras foi desenvolvido a partir da ideia central contida no conto Civilização, datado de 1892. É um romance denso, belo, ao longo do qual Eça de Queiroz ironiza ferrenhamente os males da civilização, fazendo elogio dos valores da natureza.
É uma obra das mais significativas de Eça de Queiroz. Nela o escritor relata a travessia de Jacinto de Tormes, um ferrenho adepto do progresso e da civilização — da cidade para as serras. Ele troca o mundo civilizado, repleto de comodidades provenientes do progresso tecnológico, pelo mundo natural, selvagem, primitivo e pouco confortável, no sentido dos bens que caracterizam a vida urbana moderna, mas onde encontra a felicidade, mudando radicalmente de opinião.
Por meio do personagem central, Jacinto de Tormes, que representa a elite portuguesa, a obra critica-lhe o estilo de vida afrancesado e desprovido de autenticidade, que enaltece o progresso urbano e industrial e se desenraíza do solo e da cultura do país.
Na obra, a apologia da natureza não pode ser confundida com o elogio da mesmice e da mediocridade da vida campestre de Portugal. Ao contrário, trata-se de agigantar o espírito lusitano, em seu carácter activo e trabalhador. Assim, pode-se afirmar que depois da tese (a hipervalorização da civilização) e da antítese (a hipervalorização da natureza), o protagonista busca a síntese, ou seja, o equilíbrio, que vem da racionalização e da modernização da vida no campo.
Um argumento para tal interpretação está no facto de que, quando se desloca para a serra, Jacinto sente um irresistível ímpeto empreendedor, que luta inclusive contra as resistências dos empregados ao trabalho.
Concluindo, Jacinto de Tormes, ao buscar a felicidade, empreendeu uma viagem que o reencontrou consigo mesmo e com o seu país. Tal viagem, que concomitantemente é exterior e interior, abarca a pátria portuguesa e se reveste de uma significação particular, pode ser lida como um processo de auto-conhecimento: um novo Portugal e um novo português se percebem nas serras que querem utilizam da cidade o necessário para se civilizarem sem se corromperem.
Pode-se considerar A Cidade e as Serras um romance no qual se destaca a categoria espaço, na medida em que os ambientes são fundamentais para a compreensão da história, destacando-se os contrastes por meio dos quais se contrapõem. Assim, a amplidão da quinta de Tormes contrasta com a estreiteza do universo tecnológico do 202, o que aponta para a oposição entre o espaço civilizado e o espaço natural, presente em todo o romance.

## Análise da obra e intertextualidade
Este romance pertence à 3ª fase de Eça de Queiroz, que é caracterizada pela pacificação do artista, pela sua visão mais optimista da pátria pelos momentos de esperança e reconciliação dele com o carácter do homem lusitano. Essa visão esperançosa do autor veio do interior de Portugal, onde as pessoas ainda não estavam contaminadas pelos falsos valores tecnológicos do mundo urbano. Somente no campo que se encontrava bons ares da região serrana, boa comida típica do interior, bons vinhos e a proximidade com o interior.
A Cidade e as Serras é o desenvolvimento do conto "Civilização", também escrito por Eça de Queiroz, que traz Zé Fernandes, personagem-narrador, contando a história de Jacinto, o protagonista.
O romance é dividido em duas partes: a primeira passa-se em Paris, na qual Jacinto vive no meio da civilização, e de onde não pretende sair. A segunda revela um outro Jacinto, que mora no campo e descobre a alegria de viver nas coisas simples. Apesar de o protagonista encontrar o seu refúgio nas serras, o núcleo do romance é a oposição entre a cidade e o campo; a vida em cada um desses ambientes é o centro da análise do autor, deixando o material humano de lado. Eça de Queiroz deixa marcados os seus traços pessoais nas suas obras, como por exemplo, sua ironia corrosiva, seu forte pessimismo social, sua espontaneidade e o emprego de estrangeirismos (principalmente franceses). Como realista ele pretendia somente retratar a realidade, sem falso moralismo.
O romance traz descrições minuciosas das cenas, parecendo colocar o leitor dentro deles, e os seus personagens caracterizam-se como meros tipos sociais, assim os quadros em que se passam as acções tornam-se vivos quando se lê o livro.
Percebe-se algo de autobiográfico no romance, já que o modo de vida do autor está presente nos personagens principais, ele que viu os cenários descritos, também foi viver em Paris, levado pela ilusão do progresso, e se desiludiu com o que encontrou e vivenciou lá.
Os frequentadores do 202 representam um artificialismo social, são caricaturas que ajudam a tornar a vida de Jacinto insuportavelmente tediosa. Já os personagens do campo demonstram apelos emocionais, como a ternura e a compreensão dos defeitos e dificuldades humanos.
Concluímos que a crítica à vida moderna e aos confortos tecnológicos (suas falhas) feitos pelo autor levam-nos a acreditar que a felicidade não é conquistada apenas por meio de máquinas, que não devem e não podem preencher a vida humana, mas sim ser complemento ao estado de realização que vem de dentro do indivíduo.

## Estrutura da obra
O romance tem o seu conteúdo dividido em duas partes, como já tratado anteriormente. Ainda destacamos:
a) Foco narrativo: é narrado na primeira pessoa, pelo personagem-narrador Zé Fernandes, que conta a história do seu amigo protagonista, Jacinto.
b) Espaço: apresenta dois espaços vitais para a compreensão do enredo, Paris e Portugal (Tormes).
c) Tempo: este é cronológico, estabelecido entre 1834 e 1893.
d) Personagens: os principais são Jacinto e Zé Fernandes, temos ainda os frequentadores do 202, em Paris (Madame de Oriol, Grão-duque) e os da serra (Joaninha e tia Vicência).